# Julija Putinzewa
Julija Antonowna Putinzewa (russisch Юлия Антоновна Путинцева, engl. Transkription: Yulia Antonovna Putintseva; * 7. Januar 1995 in Moskau) ist eine russische Tennisspielerin, die seit 2012 für Kasachstan antritt.

## Karriere
Putinzewa, der das Tennisspielen von ihrem Vater Anton beigebracht wurde, zog als Jugendspielerin nach Paris, um an der Akademie von Patrick Mouratoglou zu trainieren. 2009 gab sie in Luxemburg ihren Einstand auf der WTA Tour, nachdem sie von den Organisatoren eine Wildcard für die Qualifikation erhalten hatte, bei der sie in der Schlussrunde ausschied. Im Jahr darauf erreichte sie bei den Juniorinnen das Halbfinale von Wimbledon sowie das Endspiel der US Open, in dem sie Darja Gawrilowa unterlag. 2010 spielte sie auch erste Turniere auf dem ITF Women’s Circuit. 2011 gewann sie in ihrer Geburtsstadt Moskau ihren ersten Profititel, auf den im Saisonverlauf noch drei weitere folgten, darunter zwei der Kategorie $50.000. Parallel dazu trat sie weiterhin bei den Grand-Slam-Turnieren der Juniorinnen an und erreichte in Paris, London und New York jeweils das Viertelfinale. 2012 erzielte Putinzewa bei den Australian Open ihr zweites Grand-Slam-Finale bei den Juniorinnen, musste sich jedoch auch in diesem geschlagen geben; sie verlor gegen Taylor Townsend in drei Sätzen. Nach einem weiteren Viertelfinaleinzug bei den US Open beendete sie ihre Juniorenlaufbahn als Drittplatzierte der Junioren-Weltrangliste.
Nach dem Gewinn ihres insgesamt fünften Titels bei einem ITF-Turnier der $25.000-Kategorie Anfang 2012 gelang Putinzewa mit dem Triumph als Qualifikantin beim $100.000-Turnier in Cagnes-sur-Mer ihr bis dahin größter Erfolg. Bei den French Open ging sie dann zum ersten Mal in der Qualifikation eines Grand-Slam-Turniers der Damen an den Start, schied aber in der zweiten Runde aus. Danach wechselte Putinzewa die Nationalität; sie spielt seitdem wie einige andere russische Spieler unter kasachischer Flagge. Zum Jahresabschluss erreichte sie zwei weitere ITF-Endspiele, das letzte beim $100.000-Turnier in Dubai gegen Kimiko Date-Krumm; sie verlor beide Finalpartien. Aufgrund ihrer verbesserten Weltranglistenposition war sie bei den Australian Open 2013 erstmals fürs Hauptfeld qualifiziert. Sie zog dort mit einem Sieg über Christina McHale auf Anhieb in die nächste Runde ein, in der sie von Carla Suárez Navarro geschlagen wurde. Im Saisonverlauf gelang ihr zwischenzeitlich sogar der Sprung unter die besten 100 der Tennisweltrangliste, da sie jedoch bei keinem WTA-Turnier über die zweite Runde hinauszukam, fiel sie zum Saisonende wieder aus den Top 100.
2014 spielte Putinzewa daher wieder vermehrt auf ITF-Turnieren und erreichte dabei zwei Endspiele, die sie beide verlor. Auf der WTA Tour stand sie in Båstad und Osaka erstmals im Viertelfinale. Im Jahr darauf erreichte sie, ebenfalls in Båstad, ihr erstes WTA-Halbfinale, in dem sie Johanna Larsson unterlag. Außerdem stand sie bei den ITF-Turnieren der $100.000-Kategorie in Contrexéville und Suzhou im Endspiel und unterlag Alexandra Dulgheru bzw. Hsieh Su-wei. Dennoch schloss sie das Jahr erstmals in den Top 100 ab. In das Jahr 2016 startete Putinzewa mit einer Drittrundenteilnahme bei den Australian Open sowie einem Halbfinale in Kaohsiung, in dem sie gegen die spätere Siegerin Venus Williams ausschied. Danach erreichte sie in Charleston erstmals die Runde der letzten Acht, bevor ihr bei den French Open mit einem Sieg über Carla Suárez Navarro der Einzug ins Viertelfinale gelang; dort musste sie sich Serena Williams in drei Sätzen geschlagen geben. Durch Hauptrundensiege in Tokio, Wuhan und Peking beendete sie die Saison zum ersten Mal unter den besten 50 der Welt.
Anfang 2017 erreichte Putinzewa in St. Petersburg nach Erfolgen über die Top-10-Spielerinnen Swetlana Kusnezowa und Dominika Cibulková ihr erstes WTA-Finale, das sie gegen Kristina Mladenovic verlor. Im Anschluss erzielte sie mit Platz 27 ihre bislang beste Weltranglistenposition. An diese Leistung konnte sie im restlichen Jahr aber nicht mehr anknüpfen; sie fiel trotz des Erreichens der dritten Runde bei den French Open zum Saisonende wieder aus den Top 50. Auch im Jahr darauf präsentierte sich Putinzewa nicht sehr konstant. Zwar kam sie in Roland Garros erneut ins Viertelfinale, bevor sie von Madison Keys gestoppt wurde, und zog in Guangzhou in ihr zweites WTA-Endspiel ein, in dem sie sich Wang Qiang geschlagen geben musste. Sue musste aber auch zehn Erstrundenniederlagen hinnehmen.
Im Jahr 2019 stabilisierten sich ihre Leistungen. Nach einer Viertelfinalteilnahme in Sydney erreichte sie in Miami und Madrid jeweils das Achtelfinale und gewann in Nürnberg mit einem Finalsieg über Tamara Zidanšek ihren ersten WTA-Titel. Durch den Einzug ins Viertelfinale von Birmingham, wo sie sich in der zweiten Runde glatt in zwei Sätzen gegen die Weltranglistenerste Naomi Ōsaka durchsetzte, sowie die dritte Runde bei den US Open konnte sie das Jahr zum dritten Mal in den Top 50 abschließen. 2020 erreichte Putinzewa zum Auftakt in Melbourne wie auch in Doha die dritte Runde. Sie kam anschließend stark aus der coronabedingten Saisonunterbrechung zurück und erzielte bei den US Open ihren dritten Viertelfinaleinzug bei einem Grand-Slam-Turnier. In Rom kam sie ebenfalls bis ins Viertelfinale, in dem sie gegen Simona Halep aber verletzungsbedingt aufgeben musste. Dennoch stellte sie zum Jahresabschluss mit Rang 27 ihre beste Karriereplatzierung ein.
Die erste Saisonhälfte 2021 war dagegen durchwachsen für Putinzewa, die bei den Australian Open zum insgesamt dritten Mal den Einzug in die dritte Runde schaffte. Sie erreichte in Charleston das Viertelfinale, schied aber bei allen großen Sandplatzturnieren in der ersten Runde aus. Erst in der zweiten Jahreshälfte machte sie wieder auf sich aufmerksam, als sie zunächst in Budapest nach einem Endspielsieg über Anhelina Kalinina ihren zweiten WTA-Titel feiern konnte. Nach dem Erreichen des Viertelfinales in San José sowie des Halbfinales in Portorož stand Putinzewa dann in Nur-Sultan in ihrem zweiten Saisonfinale, in dem sie schließlich Alison Van Uytvanck unterlag. Bei ihrer ersten Teilnahme an Olympischen Sommerspielen in Tokio musste sie in der ersten Runde des Einzelwettbewerbs gegen Nadia Podoroska aufgeben.
2014 gab Putinzewa beim 3:0-Sieg gegen Indonesien ihren Einstand für die kasachische Fed-Cup-Mannschaft. Seitdem hat sie für das Land 30 Begegnungen im Einzel und im Doppel bestritten, von denen sie 18 gewinnen konnte (Einzelbilanz 15:8).

## Turniersiege

### Einzel
| Nr. | Datum             | Turnier        | Kategorie         | Belag             | Finalgegnerin            | Ergebnis      |
| --- | ----------------- | -------------- | ----------------- | ----------------- | ------------------------ | ------------- |
| 1.  | 22. Mai 2011      | Moskau         | ITF $25.000       | Sand              | Weronika Kapschaj        | 6:2, 6:1      |
| 2.  | 24. Juli 2011     | Samsun         | ITF $25.000       | Hartplatz         | Marta Domachowska        | 7:66, 6:2     |
| 3.  | 13. August 2011   | Kasan          | ITF $50.000       | Hartplatz         | Caroline Garcia          | 6:4, 6:2      |
| 4.  | 30. Dezember 2011 | Tjumen         | ITF $50.000       | Hartplatz (Halle) | Elina Switolina          | 6:2, 6:4      |
| 5.  | 12. Februar 2012  | Launceston     | ITF $50.000       | Hartplatz         | Lesley Kerkhove          | 6:1, 6:3      |
| 6.  | 13. Mai 2012      | Cagnes-sur-Mer | ITF $100.000      | Sand              | Patricia Mayr-Achleitner | 6:2, 6:1      |
| 7.  | 25. Mai 2019      | Nürnberg       | WTA International | Sand              | Tamara Zidanšek          | 4:6, 6:4, 6:2 |
| 8.  | 18. Juli 2021     | Budapest       | WTA 250           | Sand              | Anhelina Kalinina        | 6:4, 6:0      |
| 9.  | 23. Juni 2024     | Birmingham     | WTA 250           | Rasen             | Ajla Tomljanović         | 6:1, 7:68     |

## Abschneiden bei Grand-Slam-Turnieren

### Dameneinzel
| Turnier         | 2012 | 2013 | 2014 | 2015 | 2016 | 2017 | 2018 | 2019 | 2020 | 2021 | 2022 | 2023 | 2024 | 2025 | Karriere |
| --------------- | ---- | ---- | ---- | ---- | ---- | ---- | ---- | ---- | ---- | ---- | ---- | ---- | ---- | ---- | -------- |
| Australian Open | —    | 2    | 1    | 1    | 3    | 2    | 2    | 2    | 3    | 3    | 1    | 2    | 1    | 3    | 3        |
| French Open     | Q2   | 2    | Q3   | 2    | VF   | 3    | VF   | 1    | 2    | 1    | 2    | 3    | 2    | 3    | VF       |
| Wimbledon       | —    | 1    | —    | 2    | 2    | 1    | 2    | 2    |      | 2    | 1    | 1    | AF   | 1    | AF       |
| US Open         | Q1   | —    | Q2   | 1    | 2    | 2    | 1    | 3    | VF   | 1    | 2    | 1    | 3    |      | VF       |

Zeichenerklärung: S = Turniersieg; F, HF, VF, AF = Einzug ins Finale / Halbfinale / Viertelfinale / Achtelfinale; 1, 2, 3 = Ausscheiden in der 1. / 2. / 3. Hauptrunde; Q1, Q2, Q3 = Ausscheiden in der 1. / 2. / 3. Qualifikationsrunde; nicht ausgetragen

### Damendoppel
| Turnier         | 2015 | 2016 | 2017 | 2018 | 2019 | 2020 | 2021 | 2022 | 2023 | 2024 | 2025 | Karriere |
| --------------- | ---- | ---- | ---- | ---- | ---- | ---- | ---- | ---- | ---- | ---- | ---- | -------- |
| Australian Open | —    | 1    | 1    | 1    | 2    | 1    | 1    | 1    | 1    | 1    | 1    | 2        |
| French Open     | —    | 1    | 1    | —    | 1    | 1    | 2    | 1    | 1    | 1    | 2    | 2        |
| Wimbledon       | —    | 2    | —    | 1    | 1    |      | 2    | 1    | 1    | 1    | 1    | 2        |
| US Open         | 1    | 1    | 1    | 1    | AF   | —    | 1    | 1    | 1    | 1    |      | AF       |

### Juniorinneneinzel
| Turnier         | 2009 | 2010 | 2011 | 2012 | Karriere |
| --------------- | ---- | ---- | ---- | ---- | -------- |
| Australian Open | —    | 2    | AF   | F    | F        |
| French Open     | —    | —    | VF   | —    | VF       |
| Wimbledon       | —    | HF   | VF   | —    | HF       |
| US Open         | 2    | F    | VF   | VF   | F        |

### Juniorinnendoppel
| Turnier         | 2010 | 2011 | 2012 | Karriere |
| --------------- | ---- | ---- | ---- | -------- |
| Australian Open | AF   | VF   | VF   | VF       |
| French Open     | —    | —    | —    | —        |
| Wimbledon       | AF   | —    | —    | AF       |
| US Open         | VF   | 1    | —    | VF       |